# Daemonorops banggiensis
Daemonorops banggiensis är en enhjärtbladig växtart som beskrevs av John Dransfield. Daemonorops banggiensis ingår i släktet Daemonorops och familjen Arecaceae. Inga underarter finns listade i Catalogue of Life.